# 秦公一号大墓
秦公一号大墓，春秋时期秦国国君秦景公之墓，位于陝西省寶雞市凤翔县南指挥镇南指挥村，即秦都雍城南郊三畤原上的秦公陵区内一号陵园。
是已发掘的先秦墓中最大的一座。
墓内186具人殉是目前已发掘的自西周以来人殉最多的墓葬（若把人牲和人殉严格区分开，其殉人规模也超过了殷王陵）；槨室的柏木"黃腸題湊"槨具，是中國迄今發掘周、秦時代最高等級的葬具，这是使用了周天子才可享用的礼仪。槨室兩壁外側的木碑是中國墓葬史上最早的墓碑實物。
秦公陵區現已陆续发现了十几座秦公陵园。
每个陵园都有一二座地面残存“享堂”遗迹的“中”字形大墓，以及陪葬的车马坑等。整个陵区和每个陵园又都有护陵壕沟环绕。
秦景公墓从1977年开始发掘，于1986年清理完毕，是凤翔县秦公陵园区43座墓葬中首次发掘的最大墓葬，故称秦公一号大墓。
大墓平面呈“中”字型，座西向东。陵园平面似梯形，周有中隍环绕，隍壕周长2400余米。有东、西墓道和墓室。东西墓道均呈斜坡状，东墓道长156.1米，西墓道长84.5米，墓室为长方形，东西长59.4米，南北宽38.45—38.8米，深24米。大墓全长300米，总面积约5334平方米。
比河南安阳侯家庄商代王陵大10倍以上，比湖南长沙马王堆一号汉墓大20倍，为20世纪以來中國所發掘最大墓葬之一。